# Motim militar na Eritreia em 2013
Motim militar na Eritreia em 2013 ocorreu em 21 de janeiro de 2013 quando cerca de 100 a 200 soldados do Exército da Eritreia entraram na capital Asmara, tomaram a sede da emissora estatal Eri-TV e supostamente transmitiram uma mensagem exigindo reformas e a liberação de prisioneiros políticos.  O motim foi o primeiro grande incidente de resistência ao governo de Isaias Afewerki desde um expurgo de um grupo de quinze ministros que exigiram reforma política em 2001. Os detalhes sobre o motim permanecem obscuros, com vários (mas não todos) oficiais do governo negando que mesmo tenha ocorrido, enquanto fontes da oposição alegaram que havia sido uma tentativa de golpe de Estado fracassada. 